# Leonardo (britische Fernsehserie)
Leonardo ist eine britische Abenteuer-Jugendserie von Tom Mason und Dan Danko, die 2011 und 2012 bei CBBC erschien, mit Jonathan Bailey in der Titelrolle des jugendlichen Leonardo da Vinci.

## Handlung und Figuren
Die Serie zeigt eine fiktionale Darstellung der Jugendjahre des Erfinders und Malers Leonardo da Vinci „Leo“ als Lehrling in der Werkstatt Verrocchios in Florenz im Jahr 1469. Er ist befreundet mit dem Ränkeschmied Niccolò Machiavelli „Mac“ und mit Lorenzo der wohlhabenden Familie Medici, den Leos und Macs Abenteuer in Schwierigkeiten mit seinem Vater Piero di Cosimo bringen. Zu Beginn wird auch der Straßenkünstler Thomaso „Tom“ bei Verrocchio Lehrling. Die drei entdecken zwar, dass er in Wahrheit ein Mädchen ist – Lisa Gherardini –, das sich verkleidet, weil Mädchen zu der Zeit nicht erlaubt ist, Künstler zu sein; nehmen sie aber als eine der „Jungs“ auf.
Die Geheimgesellschaft Luminari, unter Führung Pieros, stiehlt Leonardos Notizbuch, um mit seinen Entwürfen Waffen herzustellen. Piero, der Cousin des Dukes von Florenz, tötet diesen, um sich selbst zum neuen Duke krönen zu lassen, und hängt den Mord Mailänder Assassinen an. Während also Krieg zwischen den zwei Städten droht, taucht aber Rocco, der Sohn des alten Dukes, auf und Leonardo baut eine neue Super-Waffe.

## Episodenliste

### Staffel 1
| Nr. (ges.) | Nr. (St.) | Originaltitel        | Erstausstrahlung UK | Regie          | Drehbuch                         |
| ---------- | --------- | -------------------- | ------------------- | -------------- | -------------------------------- |
| 1          | 1         | Anything Is Possible | 11. Apr. 2011       | Beryl Richards | Tom Mason Dan Danko Pia Ashberry |
| 2          | 2         | DaVinci’s Code       | 11. Apr. 2011       | Beryl Richards | Alex Perrin                      |
| 3          | 3         | Wing and a Prayer    | 18. Apr. 2011       | Beryl Richards | Tom Mason Dan Danko Pia Ashberry |
| 4          | 4         | Something Wicked     | 25. Apr. 2011       | Luke Watson    | Brian Jordan                     |
| 5          | 5         | It Must Be Love      | 2. Mai 2011         | Beryl Richards | Brian Jordan                     |
| 6          | 6         | The Lightning Box    | 9. Mai 2011         | Luke Watson    | Kirstie Falkous                  |
| 7          | 7         | Time Waits           | 16. Mai 2011        | Beryl Richards | Alexander Perrin                 |
| 8          | 8         | Angels and Cherubs   | 23. Mai 2011        | Luke Watson    | Pia Ashberry Dan Danko Tom Mason |
| 9          | 9         | Lost and Found       | 6. Juni 2011        | Luke Watson    | Alexander Perrin                 |
| 10         | 10        | Servants of Florence | 13. Juni 2011       | Beryl Richards | Brian Lynch                      |
| 11         | 11        | Bandit Queen         | 20. Juni 2011       | Beryl Richards | Brian Lynch                      |
| 12         | 12        | Fireball             | 27. Juni 2011       | Luke Watson    | Danny Peake                      |
| 13         | 13        | Enter the Robot      | 4. Juli 2011        | Luke Watson    | Brian Lynch                      |

### Staffel 2
| Nr. (ges.) | Nr. (St.) | Originaltitel             | Erstausstrahlung UK | Regie        | Drehbuch                                |
| ---------- | --------- | ------------------------- | ------------------- | ------------ | --------------------------------------- |
| 14         | 1         | Framed (Illusion)         | 20. Sep. 2012       | Rob Evans    | Pia Ashberry                            |
| 15         | 2         | Perspective (Illusion)    | 20. Sep. 2012       | Rob Evans    | Pia Ashberry                            |
| 16         | 3         | The Betrothal Ball        | 27. Sep. 2012       | Rob Evans    | Pia Ashberry                            |
| 17         | 4         | Cat and Mouse             | 4. Okt. 2012        | Rob Evans    | Pia Ashberry                            |
| 18         | 5         | Diabolical Acts           | 11. Okt. 2012       | Rob Evans    | Pia Ashberry                            |
| 19         | 6         | Dragon Hunt               | 18. Okt. 2012       | Rob Evans    | Daniel Peak                             |
| 20         | 7         | The Mask of Death         | 25. Okt. 2012       | Rob Evans    | Alexander Perrin                        |
| 21         | 8         | Stupid Cupid              | 1. Nov. 2012        | Rob Evans    | Alexander Perrin                        |
| 22         | 9         | The Tortoise and the Hare | 8. Nov. 2012        | Steve Hughes | Pia Ashberry                            |
| 23         | 10        | By the Sword              | 15. Nov. 2012       | Steve Hughes | Daniel Peak                             |
| 24         | 11        | Hitched                   | 22. Nov. 2012       | Steve Hughes | Brian Jordan                            |
| 25         | 12        | The Fugitive              | 29. Nov. 2012       | Steve Hughes | Brian Lynch Pia Ashberry                |
| 26         | 13        | The Dogs of War           | 6. Dez. 2012        | Steve Hughes | Pia Ashberry Brian Lynch Melanie Stokes |

## Besetzung
| Rolle                         | Darsteller                    | Staffeln                      |
| Hauptfiguren (gemäß Vorspann) | Hauptfiguren (gemäß Vorspann) | Hauptfiguren (gemäß Vorspann) |
| ----------------------------- | ----------------------------- | ----------------------------- |
| Leonardo da Vinci             | Jonathan Bailey               | 1–2                           |
| Thomaso „Tom“/Lisa Gherardini | Flora Spencer-Longhurst       | 1–2                           |
| Niccolò Machiavelli „Mac“     | Akemnji Ndifornyen            | 1–2                           |
| Lorenzo de’ Medici            | Colin Ryan                    | 1–2                           |
| Piero di Cosimo de’ Medici    | Alistair McGowan              | 1                             |
| Piero di Cosimo de’ Medici    | James Clyde                   | 2                             |

| Rolle                              | Darsteller        | Folgen                                        |
| Weitere                            | Weitere           | Weitere                                       |
| ---------------------------------- | ----------------- | --------------------------------------------- |
| Andrea del Verrocchio              | James Cuningham   | 1.01–2.13                                     |
| Cosimo, Verrocchios Diener         | Thembalethu Ntuli | 1.01, 1.03, 1.05, 1.07, 1.13, 2.05, 2.09–2.13 |
| Teresa de’ Medici, Lorenzos Mutter | Camilla Waldman   | 1.01, 1.08, 1.10, 2.03–2.06, 2.08–2.09, 2.11  |
| Placidi, Pieros Wache              | Anthony Bishop    | 1.06, 1.10–1.12                               |
| Placidi, Pieros Wache              | Bart Fouche       | 2.01–2.03, 2.05–2.13                          |
| Michelangelo                       | Kyle Grant        | 1.08                                          |
| Duke of Florence                   | Graham Hopkins    | 1.08, 1.10, 1.12–1.13, 2.03, 2.06             |
| Angela Visconti, Lorenzos Verlobte | Roxane Hayward    | 2.03, 2.05, 2.08–2.11                         |
| Rocco de’ Medici                   | Clayton Boyd      | 2.08–2.10, 2.12–2.13                          |

## Hintergrund
Die Idee für Leonardo hatte ursprünglich Dan Danko. Er und sein Schreib-Partner Tom Mason entwickelten daraus einen Pitch für ein Buch um Leonardo da Vinci als „teenage Renaissance Batman“, das aber nicht entstand. Im Sommer 2009 präsentierten sie die Idee der BBC, die sie später im Jahr erwarb. In der ersten Hälfte von 2010 wurde die Serie geschrieben und in der zweiten Hälfte in Südafrika gedreht. Die Serie wurde durch Kindle Entertainment für CBBC produziert. Als Leonardo erhielt Jonathan Bailey seine erste führende Hauptrolle vor der Kamera.

## Auszeichnungen und Nominierungen
2012 gewann Leonardo drei KidScreen Awards als Beste nicht-animierte Serie der Altersklasse Teen, in den Kategorien Bestes Design und Beste Musik.
Nominiert als Beste Jugendserie war sie außerdem für eine Rose d’Or, einen Prix Jeunesse International und beim Banff World Media Festival.
Der Soundtrack der Serie war für einen Ivor Novello Award nominiert.